# Silverchair
Silverchair var ett australienskt rockband aktivt mellan 1992 och 2011. Gruppen bestod av Daniel Johns (gitarr och sång), Ben Gillies (trummor) och Chris Joannou (bas). Från början spelade bandet grunge, men spelade senare mer konstrock.

## Historia
Silverchair grundades 1992. Då hette de Innocent Criminals och hade en fjärde medlem, Tobin Finnane. Men Tobin flyttade och kvar blev de nu tre medlemmarna. De gick med i en talangtävling där priset var en video- och musikinspelning av sin låt. De fick samma år skivkontrakt med Murmur, en del av Sony Music Australia. Där gav de ut sina tre första album. Deras fjärde skiva gavs ut i Australien på det egentstartade skivbolaget Eleven: A Music Company och distribuerades över resten av världen av bolaget Atlantic Records. Silverchair spelade i Sverige ett flertal gånger, bl.a. på vattenfestivalen i Stockholm 13 augusti 1997, och Klubben, Stockholm, 24 april 1999.
På bandets första album, Frogstomp (1995), spelade bandet grunge. Albumet innehöll hitsen "Tomorrow", "Israel's Son" och "Shade". På deras andra skiva, Freak Show (1997), spelade bandet fortfarande grunge, men visade att de hade utvecklats med låtarna "Cemetery" och "Petrol & Chlorine". Albumet innehöll hitsen "Freak", "Abuse Me", "Cemetery" och "The Door". På deras tredje album, Neon Ballroom, hade bandet utvecklas ännu mer, och spelade då konstrock och alternativ rock. Albumet innehöll hitsen "Anthem for the Year 2000", "Ana's Song (Open Fire)" och "Miss You Love". Bandets grunge influens försvann mer med Diorama (2002), som till och med innehöll en låt utan gitarr, "After All These Years". Albumet innehöll hitsen "Across the Night", "The Greatest View", "Without You" och "Luv Your Life". Deras sista album, Young Modern (2007) innehöll hitsen "Straight Lines" och "If You Keep Losing Sleep". Låtarna "Tomorrow", "Freak" och "Straight Lines" nådde nummer 1 på topplistan i Australien.
I maj 2011 meddelade Silverchair ett "obestämt uppehåll", men Sydney Morning Heralds musikförfattare, Bernard Zuel, sade att de använde det ordet för att mildra effekterna av bandets upplösning för fans.

## Medlemmar
- Daniel Johns - gitarr och sång
- Ben Gillies - trummor
- Chris Joannou - bas

## Diskografi

### Studioalbum
- Frogstomp (1995)
- Freak Show (1997)
- Neon Ballroom (1999)
- Diorama (2002)
- Young Modern (2007)

### Livealbum
- Live from Faraway Stables (2003)

### Samlingsalbum
- The Best Of: Volume 1 (2000)
- Rarities 1994-1999 (2002)